# Parco Biblioteca degli Alberi
Il Parco Biblioteca degli Alberi (noto più semplicemente come la Biblioteca degli Alberi) è un parco pubblico situato a Milano tra via M. Gioia, via De Castillia e via Sassetti, nella zona tra Piazza Gae Aulenti e il quartiere Isola.

## Storia

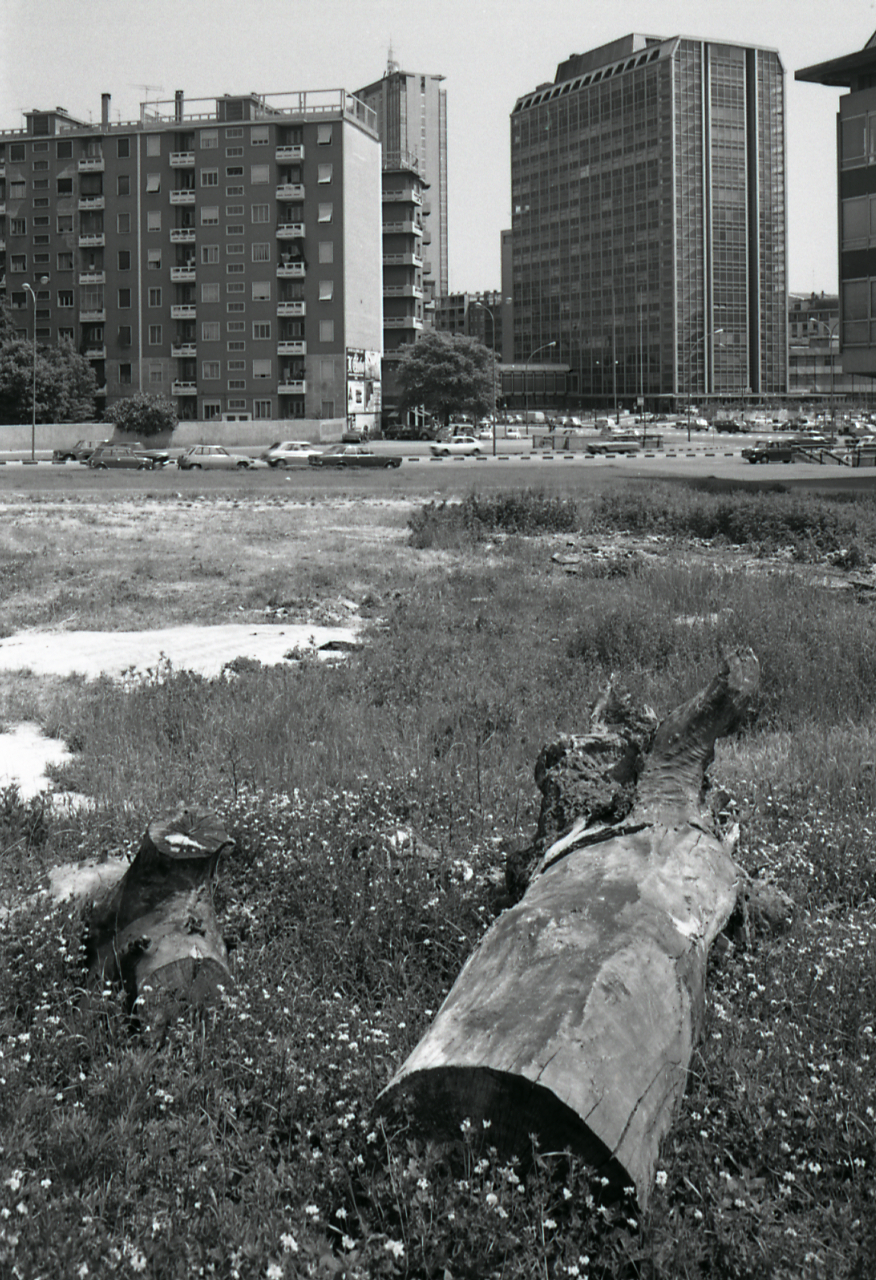
L'area del parco nel 1973

Inaugurato il 27 ottobre 2018 e realizzato dalla designer paesaggistica olandese Petra Blaisse e da Piet Oudolf, insieme allo studio Inside-Outside.
Il progetto è stato approvato il 20 luglio 2004, attraverso il "Concorso internazionale di progettazione Giardini di Porta Nuova - area Garibaldi Repubblica", vinto dallo studio di progettazione Inside-Outside con il progetto “La biblioteca degli alberi”. Il costo del parco si aggira sui 14 milioni di euro. Esso si estende su 9 ettari e rappresenta la terza area verde del centro milanese per estensione, dopo il Parco Sempione e i Giardini pubblici Indro Montanelli.
È paragonato ad una biblioteca per la vegetazione che ospita: più di 100 specie diverse, 500 alberi disposti in 22 anelli e 135.000 piante. Il parco è arricchito da frasi poetiche disposte lungo i sentieri, area giochi per bambini, area fitness, un’area relax con chaise longue in legno e luci soffuse, aree per pic-nic attrezzate con panchine, labirinto di cespugli, un laghetto e una fontana scenografica attiva da maggio a settembre.